# Trois fois rien (film)
Pour plus de détails, voir Fiche technique et Distribution.
Trois fois rien est une comédie française réalisée par Nadège Loiseau et sortie en 2022.

## Synopsis
Brindille, Casquette et La Flèche vivent comme ils peuvent, au jour le jour, dans le bois de Vincennes. Mais leur situation précaire devrait changer du tout au tout le jour où ils gagnent au Loto. Encore faut-il pouvoir encaisser l’argent, car sans domicile, pas de carte d’identité à jour et sans compte bancaire, pas de paiement !

## Fiche technique
- Titre original : Trois fois rien
- Réalisation : Nadège Loiseau
- Scénario : Nadège Loiseau, Niels Rahou
- Musique : Guillaume Loiseau
- Décors : Pierre du Boisberranger
- Costumes : Anne-Laure Nicolas
- Photographie : Julien Meurice
- Montage : Christophe Pinel
- Production : Christophe Barral, Toufik Ayadi et Serge Noël
- Sociétés de production : France 2 Cinéma, Possibles Média et SRAB Films
- Société de distribution : Le Pacte
- Pays de production :  France
- Langue originale : français
- Format : couleur — 2,35:1
- Genre : comédie
- Durée : 94 minutes
- Dates de sortie :
  - France : 18 janvier 2022 (Alpe d'Huez) ; 16 mars 2022 (en salles)[1]
  - Canada : 18 mars 2022

## Distribution
- Antoine Bertrand : Brindille
- Philippe Rebbot : Casquette
- Côme Levin : La Flèche
- Émilie Caen : Nadia
- Nadège Beausson-Diagne : Vénus
- Yves Yan : Yi
- Yang Yilin : Thérèse
- Hubert Myon : Olivier
- Laura Sépul : Sophie
- Lili Loiseau : Lucie
- Lewkne Weber : Zélie
- Karin Viard : l'acheteuse de la raclette

## Accueil

### Critique
La comédie est très bien reçue par la critique presse en France. 20 Minutes parle d'un "petit bijou", Ouest-France "d'une 'époque formidable' des années 2000". La revue Positif déclare "la comédie sociale à la française est un genre en soi qui, bien mené, mérite toute notre estime". Le Journal de Montréal reproche "toutefois quelques excès de bons sentiments dans la dernière partie du film qui s'avère trop prévisible". Pour Le Nouvel Observateur, le film s'inscrit dans "la tradition du boulevard, cinéma populaire et humour bon enfant". Le film est décrit comme « une belle histoire de rédemption, d'amour et d'humour » et reçoit une cotation de trois “Z” (sur quatre au maximum) dans Télé Z lors de sa diffusion télévisée en juillet 2025.
Le site Allociné donne une moyenne de 3,8/5 pour un consortium de 15 titre de presse. Le site Cinoche.com donne une moyenne de 3,2/5 pour 5 titres de presse.

### Anecdote
La réalisatrice accueille pour la seconde fois les trois comédiens Philippe Rebbot, Antoine Bertrand et Côme Levin (pour les acteurs principaux) ainsi qu'en plan secondaire Karin Viard après son film Le Petit Locataire dans lequel cette dernière joue le rôle principal.

### Box-office
Le jour de sa sortie dans les salles françaises, le long-métrage se place en 5e position dans le classement du box-office des nouveautés en engrangeant 5 022 entrées, dont 562 en avant-première, pour 223 copies. Ce qui est honorable pour un « premier jour France » (selon l'expression consacrée) ; d'autant qu'il s'agit typiquement du genre de films qui bénéficient du bouche-à-oreille et donc qui s'apprécient et s'amplifient sur le temps long.  Dans les sorties du jour, ce long-métrage est précédé par le drame français À plein temps (15 157) et suivi par le drame romantique : L'histoire de ma femme (2 996).